# 227 (tal)
227 är det naturliga talet som följer 226 och som följs av 228.

## Inom vetenskapen
- 227 Philosophia, en asteroid.

## Inom matematiken
- 227 är ett udda tal.
- 227 är ett primtal.